# Kerpert
 Kerpert  (en bretón Kerbêr) es una población y comuna francesa, situada en la región de Bretaña, departamento de Côtes-d'Armor, en el distrito de Guingamp y cantón de Saint-Nicolas-du-Pélem.

## Demografía
| 617 | 536 | 441 | 407 | 308 | 318 |
| Para los censos de 1962 a 1999 la población legal corresponde a la población sin duplicidades (Fuente: INSEE [Consultar]) |     |     |     |     |     |